# Acord major

L'acord de tríada major està format de tres tons simples, amb valors de nombres enters.

En música, un acord major és un acord amb una nota fonamental, una tercera major, i una quinta justa. Quan un acord té aquestes tres notes, se l'anomena acord tríada major. Algunes tríades majors amb notes addicionals, com ara l'acord de sèptima major, també són considerats acords majors.
Una acord tríada principal també pot ser descrit com un conjunt de tres notes a distància d'un interval de tercera major en la base i un interval de tercera menor en la part superior. O com una nota fonamental, amb una nota superior a la distància de quatre semitons de la fonamental, i una altra nota set semitons més aguda que la fonamental.
Un acord menor difereix d'un acord major perquè té una tercera menor per damunt de la fonamental en lloc d'un tercera major. També pot ser descrit com una tercera menor, amb una tercera major a la part superior, en contrast amb un acord major, que té una tercera major i una tercera menor a la part superior. Ambdós contenen intervals de quinta, perquè una tercera (4 semitons), més una tercera menor (3 semitons) equival a un interval de quinta (7 semitons).
Un acord de quinta augmentada és com un acord major, però amb un interval de quinta augmentada.
Un exemple d'un acord major és l'acord de do major, que està format per les notes do, mi i sol.

Un acord en do major en la seva posició fonamental, la primera inversió i la segona inversió, respectivament

Un acord major en l'entonació justa està sintonitzat en la freqüència de relació 4:5:6, mentre que en el sistema del temperament igual, hi ha 4 semitons entre la fonamental i la tercera, 3 semitons entre la tercera i la quinta, i 7 semitons entre la fonamental i la quinta. D'aquesta manera, es pot representar per la numeració 0,4,7. En el sistema del temperament igual, l'interval de quinta és dues centèsimes més petit que el de la quinta perfecta, però el de tercera és notablement diferent, al voltant d'unes 14 centèsimes més gran.
L'acord major, al costat de l'acord menor, és un dels elements bàsics de composició de la música tonal. Es considera consonant, estable, i que no requereix resolució. En la música occidental, un acord menor, en comparació, "sona més fosc que un acord major".

## Taula d'acords majors
| Nom de l'acord | Fonamental | Tercera major | Quinta perfecta |
| -------------- | ---------- | ------------- | --------------- |
| Do             | do         | mi            | sol             |
| Do#            | do#        | mi# (fa)      | sol#            |
| Re♭            | re♭        | fa            | la♭             |
| Re             | re         | fa#           | la              |
| Re#            | re#        | fa## (sol)    | la#             |
| Mi♭            | mi♭        | sol           | si♭             |
| Mi             | mi         | sol#          | si              |
| Fa             | fa         | la            | do              |
| Fa#            | fa#        | la#           | do#             |
| Sol♭           | sol♭       | si♭           | re♭             |
| Sol            | sol        | si            | re              |
| Sol#           | sol#       | si# (do)      | re#             |
| La♭            | la♭        | do            | mi♭             |
| La             | la         | do#           | mi              |
| La#            | la#        | do## (re)     | mi# (fa)        |
| Si♭            | si♭        | re            | fa              |
| Si             | si         | re#           | fa#             |